# Glauké
Glauké (latinsky Glauce) byla dcerou korinthského krále Kreonta. V některých verzích báje o Argonautech bývá nazývána také Kreúsa.
Když Iásón získal v Kolchidě zlaté rouno a prchal s manželkou Médeiou, dostihlo je loďstvo jejího otce, kolchidského krále Aiéta. Zradou a lstí Médei Iásón napadl jejího bratra Apsyrta a zabil ho. Po tomto hrůzném činu prchali rychle do Iásonova rodného Iólku. Král Peliás odmítl vrátit vládnutí Iásonovi a Médeia krále Pelia s nevědomým přispěním jeho dcer zahubila. Poté se museli dát znovu na útěk do dalekých krajů.
Po dlouhých cestách našli útočiště u korinthského krále Kreonta. Narodili se zde jejich dva synové Mermeros a Ferétés a Médeia doufala v rodinné štěstí. Ne tak Iásón, ten stále bažil po královské moci.
Vyhlédl si Kreontovu dceru Glauku a rozhodl se s ní oženit a získat tak nástupnictví na trůn. Získal souhlas Glauky i jejího otce. Sdělil Médeii, že chce takto svým synům zajistit budoucnost. To však Médeia nepřijala a její láska se změnila v nenávist. Zahubila Glauku tak, že jí poslala krásné roucho napuštěné jedem a nádherný diadém, který jí sevřel hlavu. Když zarmoucený Kreón objal svou umírající dceru, také jeho usmrtil jed z roucha.
Médeia završila svou pomstu vraždou svých dvou synů. Iásón se stal psancem, který nikde nenašel útočiště. Později osamocen našel smrt pod rozpadající se lodí Argó.